# Tachyusa obsoleta
Tachyusa obsoleta är en skalbaggsart som beskrevs av Thomas Casey 1906. Tachyusa obsoleta ingår i släktet Tachyusa och familjen kortvingar. Inga underarter finns listade i Catalogue of Life.